# جوني روذرفورد (لاعب كرة قاعدة)
جوني روذرفورد (بالإنجليزية: Johnny Rutherford)‏ هو لاعب كرة قاعدة أمريكي، ولد في 5 مايو 1925 في بيلفي في كندا، وتوفي في 25 ديسمبر 2016 في بلومفيلد هيلز في الولايات المتحدة.

## وصلات خارجية
- جوني روذرفورد على موقع دوري كرة القاعدة الرئيسي (الإنجليزية)
- جوني روذرفورد على موقعبيزبول رفرنس.كوم (الدوري الرئيسي) (الإنجليزية)
- جوني روذرفورد على موقعبيزبول رفرنس.كوم (الدوري الثانوي) (الإنجليزية)